# Literatura de Estados Unidos

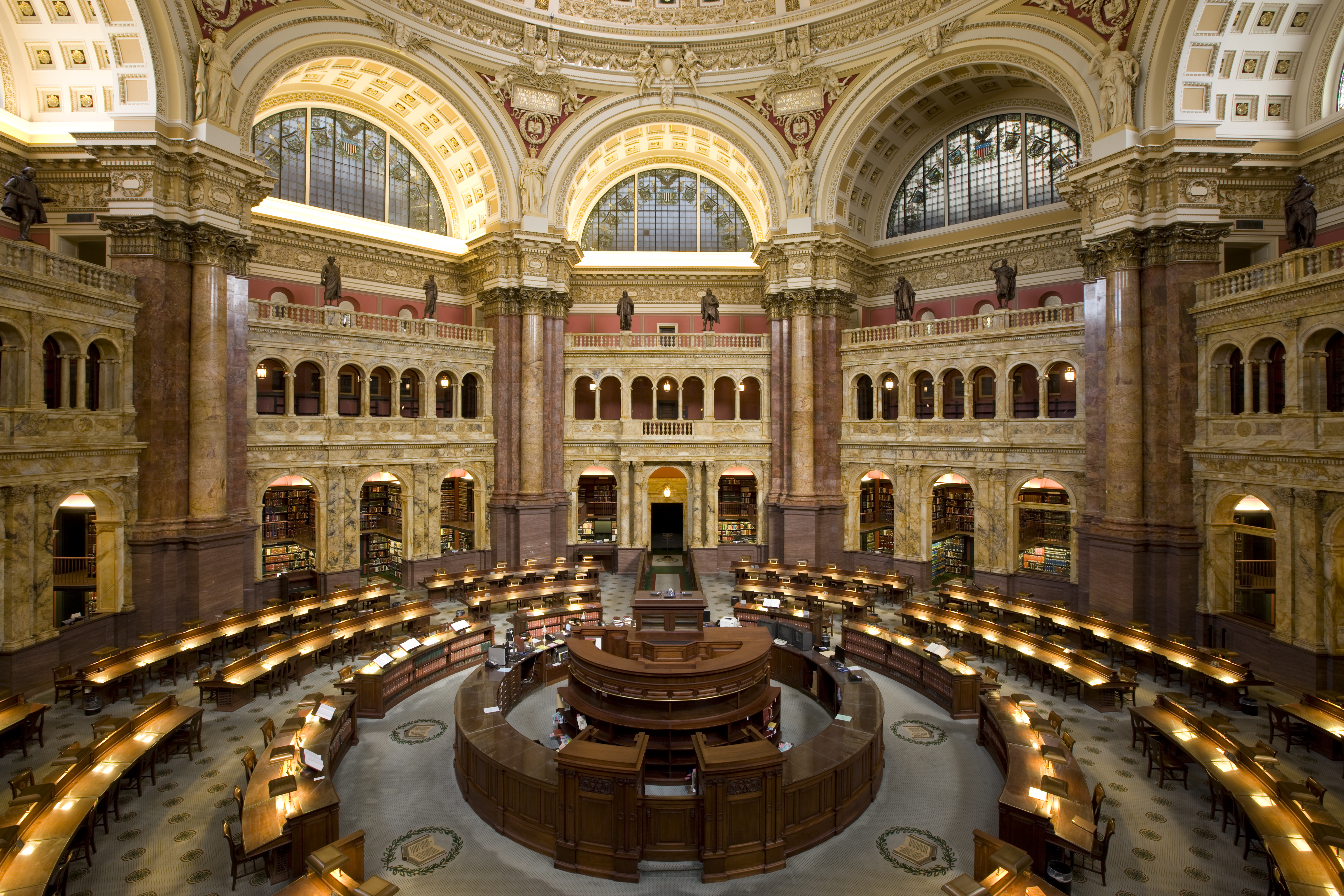
La literatura de los Estados Unidos puede estudiarse, o bien dentro de la literatura inglesa, o bien como otra tradición literaria aparte.

La literatura de los Estados Unidos (en inglés: American literature, lit. 'literatura americana') puede estudiarse, o bien dentro de la literatura inglesa, o bien como otra tradición literaria aparte.

## Narrativa

### Inicios de la literatura estadounidense
El comienzo de la literatura estadounidense deriva de formas y estilos europeos. Por ejemplo: Wieland y otras novelas escritas por Charles Brockden Brown (1771-1810) imitan la novela gótica escrita en aquella época en Inglaterra. Incluso las historias de Washington Irving (1783-1859), especialmente Rip Van Winkle y The Legend of Sleepy Hollow, parecen europeas a pesar de su escenario estadounidense.

### Corrientes delsigloXIX: simbolismo, realismo, naturalismo, trascendentalismo y literatura de frontera
Puede que el primer escritor estadounidense con una nueva forma de entender la ficción y la poesía fuese Edgar Allan Poe (1809-1849). En 1835, Poe comenzó a escribir relatos cortos, entre ellas The Masque of the Red Death, The Pit and the Pendulum, The Fall of the House of Usher y The Murders in the Rue Morgue. La introspección que hacía Poe en sus personajes atravesaba fronteras que llevaban la ficción hacia el misterio, el terror y la fantasía. 
Mientras tanto, en 1837, el joven Nathaniel Hawthorne (1804-1864) compilaba algunas de sus historias bajo el título Twice-Told Tales, un libro cargado de referencias simbólicas e incidentes misteriosos. Hawthorne continuó escribiendo romances de mayor extensión, novelas alegóricas que exploran temas como el pecado, el orgullo y la represión de los sentimientos en la Nueva Inglaterra donde creció. Su obra maestra, «La letra escarlata» (The Scarlet Letter), aborda el drama de una mujer condenada socialmente a la marginación por haber cometido adulterio. 
Las obras de ficción de Hawthorne influyeron de forma significativa en su amigo Herman Melville (1819-1891) quien también escribió novelas en las que abundaban las especulaciones filosóficas. Moby Dick, aventura ambientada en una travesía de balleneros, se convierte en el vehículo para analizar temas tales como la obsesión, la naturaleza de lo diabólico y la lucha humana contra la naturaleza. En otra de sus obras clave, el relato breve Billy Budd, Melville dramatiza el conflicto entre el deber y la compasión a bordo de un barco en tiempos de guerra. Los trabajos de Melville más elaborados casi no se vendieron y ha permanecido olvidado durante mucho tiempo. Su memoria ha sido recuperada a principios del siglo XX. Hoy, muchos afirman que «Moby Dick» es la obra maestra de la literatura estadounidense. 
En 1836, Ralph Waldo Emerson, (1803-1882), publicó un sorprendente libro titulado Nature, en él Emerson afirmaba que era posible elevar el estado espiritual del individuo estudiando y dando respuestas al mundo que nos rodea. Su trabajo no solo influyó a los escritores que le rodeaban, con quienes formó el movimiento conocido como Trascendentalismo, sino también a buena parte de quienes escucharon sus conferencias. 
El compañero más sobresaliente de Emerson fue Henry David Thoreau (1817-1862), un inconformista convencido. Después de vivir solitario durante dos años en una cabaña al lado de una laguna, Thoreau escribió Walden, unas extensas memorias que abogan por la resistencia contra lo que dicta la sociedad. Sus escritos radicales expresan una tendencia profundamente arraigada hacia el individualismo del ciudadano estadounidense. 
Mark Twain (seudónimo de autor de Samuel Clemens, 1835-1910) fue el primer gran escritor estadounidense que nació lejos de la Costa Este; en el estado-frontera de Misuri. Sus obras maestras con marcada influencia regional fueron las memorias de Vida en el Misisipi y la novela Las aventuras de Huckleberry Finn (Adventures of Huckleberry Finn). El estilo de Twain, influido por el periodismo, plasmaba las variedades dialectales de las lenguas vernáculas de sus personajes. Su lenguaje directo, sin adornos, pero a la vez muy sugerente y tremendamente divertido, cambió la forma en que los estadounidenses escribían su propia lengua. 
Henry James (1843-1916) confrontó en sus escritos el dilema entre el Viejo y el Nuevo Mundo (Europa-EE. UU.). Aunque nació en la ciudad de Nueva York, pasó buena parte de su vida en Inglaterra. Muchas de sus novelas se centran en estadounidenses que o bien viven o bien viajan a Europa. Con sus intrincadas y tremendamente pulidas oraciones en las que disecciona hasta los más pequeños matices de las emociones de sus personajes, la ficción de James puede incluso llegar a intimidar o desanimar a sus lectores. Algunos de sus trabajos más accesibles son las novelas cortas Daisy Miller, sobre una encantadora chica estadounidense en Europa, y La vuelta de tuerca (The Turn of the Screw), un enigmático relato de fantasmas.
Jack London (1876 - 1916) es conocido por sus novelas La llamada de lo salvaje (1903) y Colmillo Blanco (1906), en las que, a través del punto de vista de un perro y un lobo respectivamente, muestra la violencia que existe tanto en el hombre como en la naturaleza, además de tratar temas como la moral y la redención. Además de estos, London es autor de más de cincuenta libros.

### Inicios delsigloXX: Generación perdida y otras corrientes
A comienzos del siglo XX, los novelistas estadounidenses ampliaron el alcance social de sus obras de ficción para abarcar tanto las vidas de personas pudientes como las de grupos marginados. Las obras de Edith Wharton (1862-1937) escudriñan la forma de vida de la clase alta en la Costa Este donde la autora había crecido. Uno de sus mejores libros, The Age of Innocence, se centra en un hombre que decide casarse con una mujer convencional. Al mismo tiempo, Stephen Crane (1871-1900), famoso por su novela sobre la guerra civil estadounidense titulada El rojo emblema del valor, describe la vida de las prostitutas neoyorquinas en Maggie: A Girl of the Streets. Y en Sister Carrie, Theodore Dreiser (1871-1945) retrata el materialismo de la ferviente Revolución industrial estadounidense en la vida de una chica procedente del oeste que se va a vivir a Chicago buscando dinero. 
Pronto se empezó a experimentar con el estilo y la forma, así como ocurría con la nueva creatividad argumental. En 1909, Gertrude Stein (1874 - 1946), en aquellos momentos expatriada en París, publicó Three Lives, un trabajo de ficción innovador influido por el cubismo, el jazz y otros movimientos artísticos con los que Stein estaba familiarizada. 
Algunos escritores estadounidenses también reflejaron la desilusión que siguió a la guerra. Los relatos y novelas de F. Scott Fitzgerald (1896 - 1940) capturan la disposición desafiante, inquieta y sedienta de placer de los años 1920. Los temas que aborda Fitzgerald, recogidos de forma intensa en El gran Gatsby (1926), representan la tendencia al fracaso y la decepción de los sueños dorados juveniles. Otro escritor que trató temas similares es John Dos Passos (1896 - 1970) que en novelas como Manhattan Transfer (1925) o la Trilogía USA (1930 - 1936) muestra la realidad de las clases trabajadoras y el fracaso de sus expectativas. 
En una línea similar a la de Dos Passos, pero sin pretender imitar su realismo social, Henry Miller (1891 - 1980) se convirtió en uno de los escritores más importantes de su época. En sus novelas Trópico de Cáncer (1934) y Trópico de Capricornio (1938) de carácter eminentemente autobiográfico, desarrolló una ácida crítica hacia los valores de la sociedad norteamericana y las consecuencias deshumanizantes del capitalismo, con un negro sentido del humor y una filosofía hedonista. Escritas en París y plagadas de escenas sexuales, ambas obras fueron censuradas en su país, y solo pudieron ser leídas en 1961. Otras novelas de Miller son Sexus (1949) Plexus (1953) y Nexus (1960), que conforman la trilogía La crucifixión rosa. Por su estilo provocador y poco convencional, Miller fue una influencia para futuras generaciones de escritores, incluyendo a la Generación Beat. 
Ernest Hemingway (1899 - 1961) vio la violencia y la muerte de primer plano como conductor de un ambulancia durante la I Guerra Mundial, y esa carnicería sin sentido le persuadió de que el lenguaje abstracto solía estar vacío y ser engañoso. Hemingway eliminó las palabras innecesarias de sus textos, simplificó la estructura oracional y se concentró en objetos y acciones concretas. Se adhirió a un código moral que enfatizaba el coraje bajo situaciones difíciles. Sus protagonistas eran normalmente hombres fuertes y silenciosos que solían tratar con mujeres de forma un tanto especial. Fiesta (1926) , Adiós a las armas (1929) y Por quién doblan las campanas (1940) suelen considerarse sus mejores novelas. En 1954, ganó el Premio Nobel de Literatura. Aquejado por una depresión, Hemingway se suicidó en 1961.
John Steinbeck (1902 - 1968) nació en Salinas, California, donde sitúa muchos de sus escritos. Su estilo era sencillo y evocador, ganando así el favor de los lectores pero no el de la crítica literaria. Steinbeck escribió a menudo sobre la pobreza, la clase trabajadora, sus luchas para conseguir una vida decente; quizá se le puede considerar el escritor estadounidense con mayor compromiso social de este período.  Las uvas de la ira (1939), considerada su obra maestra, es una novela de marcado acento social que cuenta la historia de los Joads, una familia humilde de Oklahoma y su viaje a California en busca de una vida mejor. Otras novelas populares de Steinbeck incluyen Tortilla Flat, Of Mice and Men, Cannery Row y Al este del Edén (1952), su segunda novela más reconocida. Ganó el Premio Nobel de Literatura en 1962.

### El policial estadounidense
El género policial tuvo un desarrollo particular en Estados Unidos, alejándose del "policial de enigma" fundado por Edgar Allan Poe, que tuvo sus mejores exponentes en la literatura inglesa (Arthur Conan Doyle, G.K. Chesterton). A partir de la Gran Depresión de 1929 surge una variante de este género conocida como Novela negra o Hard boiled. A diferencia del policial de enigma, el policial negro incorpora elementos de crítica social. Los crímenes se cometen en ambientes marginales, y las víctimas suelen ser personas de baja condición social. El detective deja de ser un personaje que logra resolver el misterio siguiendo un razonamiento lógico-deductivo a partir de la observación de la escena y el interrogatorio de testigos y que colabora con la policía, y pasa a ser él mismo un marginal, con una visión cínica y escéptica de las personas y la sociedad, que desconfía de las fuerzas del orden y de la legalidad. Las motivaciones del crimen son más importantes que descubrir la identidad del criminal.  
Se considera a Dashiell Hammett (1894 - 1961) y Raymond Chandler (1888 - 1959) como los mejores exponentes del género, con novelas como Cosecha roja (1929) y El halcón maltés (1930), ambas de Hammett, y El sueño eterno (1939) y El largo adiós (1953) de Chandler. Otro importante autor es Carroll John Daly (1889 - 1958), quien sentó las bases del género con sus relatos.

### Literatura sureña
Cinco años antes que Hemingway, otro novelista estadounidense ganó el Premio Nobel: William Faulkner (1897-1962). Faulkner incorporó las técnicas del modernismo literario ya utilizadas por James Joyce como el flujo de conciencia y el monólogo interior, a través de los cuales retrató la psicología de sus personajes, con sus deseos más íntimos, sus pensamientos, sus ideas, sus prejuicios. Muchas de sus novelas (las que la crítica considera como las más logradas) están ambientadas en Yoknapatawpha, un condado imaginario de Misisipi inventado por el propio autor, cuya capital es la también imaginaria ciudad de Jefferson. Influido por las lecturas de la Biblia y las tragedias shakesperianas, las historias de Faulkner suelen tener tramas truculentas y trágicas, con personajes muchas veces marcados por un pasado, sufriendo las consecuencias de los actos de sus antepasados. Entre sus grandes trabajos están El sonido y la furia (1929), Mientras agonizo (1930) , Luz de agosto (1932) ¡Absalom, Absalom! (1935), Los invictos (1938) y Desciende, Moisés (1942). Se lo considera el mayor exponente del Gótico sureño. 
Faulkner formó parte del renacimiento literario sureño que también incluyó figuras como Truman Capote (1924-1984) y Flannery O'Connor (1925-1964). Aunque Capote escribió relatos cortos y novelas, su obra maestra fue In Cold Blood, un informe de los sucesos de un asesinato múltiple y sus consecuencias. En esta obra, Capote fusionó una obstinada investigación y una novela de psicología penetrante con una prosa cristalina. Otros profesionales de la novela de "no-ficción" incluyen a Norman Mailer (1923- ), que escribió sobre la marcha antibelicista al Pentágono en Armies of the Night, y Tom Wolfe (1931-2018), que escribió acerca de los astronautas estadounidenses en The Right Stuff. 
Flannery O'Connor era católica y, por tanto, una extraña en la tremendamente protestante sociedad sureña donde creció. Sus personajes son protestantes radicales obsesionados con Dios y Satán. Se la conoce sobre todo por sus relatos cortos tragicómicos.
Harper Lee (1926 - 2016) fue otra destacada autora oriunda del sur, conocida por su  novela Matar a un ruiseñor (1960) en la que retrata el ambiente fuertemente racista que existía en el sur durante las primeras décadas del siglo XX. La secuela de esta obra, Ve y pon un centinela no fue publicada hasta cincuenta y cinco años más tarde, aunque había sido escrita con anterioridad.  En su infancia fue amiga y vecina de Capote, como éste señaló en varias ocasiones.

### Literatura afroamericana
Durante los años 1920, en la comunidad afroamericana de Harlem surgió un grupo de artistas llamado Renacimiento de Harlem. Entre ellos había poetas de la calidad de Langston Hughes (1902-1967), Countee Cullen (1903-1946) y Claude McKay (1889-1948). La novelista Zora Neale Hurston (1903-1960) combinó un don para contar relatos con estudios antropológicos para escribir vivas historias de la tradición oral afroamericana. Con libros como la novela Their Eyes Were Watching God, que trata sobre la vida y matrimonios de una mujer afroamericana, Hurston influyó a una generación posterior de mujeres negras novelistas. 
Tras la II Guerra Mundial, otros escritores afroamericanos volvieron a destacar en la literatura estadounidense. James Baldwin (1924-1987) expresó su menosprecio al racismo y celebra la sexualidad en Giovanni's Room. En Invisible Man, Ralph Ellison (1914-1994) une la situación difícil de los afroamericanos, con un tema que, aunque más amplio, les afecta especialmente: la búsqueda de su propia identidad en el mundo moderno.

### Novelistas de posguerra
Quizá el más célebre escritor de posguerra sea J.D. Salinger (1919 - 2010), conocido por su novela El guardián entre el centeno (1951) y por la reclusión a la que se sometió desde 1967 hasta su muerte, negándose a dar entrevistas o a publicar más libros. Además de esa novela, publicó la colección de relatos Nueve cuentos (1953) y las novelas cortas Franny y Zooey (1961) y Levantad, carpinteros, la viga del tejado y Seymour: una introducción (1963). 

### La generación «beat»
En los años 1950, comenzó un movimiento literario en la Costa Oeste, la poesía y la ficción de la Beat Generation, un nombre que se refería simultáneamente al ritmo del jazz, a la decadencia de una sociedad agotada tras la Segunda Guerra Mundial, y al interés por nuevas experiencias mediante drogas, alcohol y misticismo. El poeta Allen Ginsberg (1926-1997) dio el tono de protesta social y éxtasis visionario en Howl, un texto influido por la poesía de Whitman que empieza de esta forma: "I saw the best minds of my generation destroyed by madness..." («Vi las mejores mentes de mi generación destrozadas por la locura...»). Jack Kerouac (1922-1969) se convirtió en el miembro más reconocido de este movimiento por su novela En el camino (1957), considerada el "manifiesto" de la Beat Generation. Obra en parte autobiográfica, en ella Kerouac narra los tres viajes que hizo recorriendo el país por la carretera, acompañado de sus amigos, entre 1947 y 1950.  
El tercer autor que suele considerarse como miembro de la generación Beat es William Burroughs (1914 - 1997), autor de novelas como Yonqui (1953) y El almuerzo desnudo (1959). Las novelas de Burroughs se caracterizan por retratar con una extrema crudeza el mundo de la drogadicción, en el que estuvo metido durante años, a través de escenas escatológicas y sexuales muy explícitas. En Nova Express recurre a una técnica de escritura llamada cut-up, consistente en reordenar la narración en fragmentos aleatorios con el fin de destruir la sintaxis y la gramática del lenguaje. Como resultado, aquellas obras en las que utiliza este procedimiento tienen cierto nivel de dificultad para su comprensión.

### Posmodernismo, Realismo sucio y otros movimientos contemporáneos
Entre los años 1960 y 1970 surgió una nueva camada de escritores que, más que conformar un grupo en común con unas ideas definidas (como la Generación Beat) se ubicaron en corrientes anteriores, renovándolas con sus aportes propios. Algunos de estos son los que el crítico Harold Bloom considera los más importantes novelistas estadounidenses de su tiempo: Philip Roth, Cormac McCarthy, Thomas Pynchon, Don DeLillo. 
En sus obras, Roth refleja los problemas de asimilación e identidad de los judíos de Estados Unidos, lo cual lo vincula con otros autores estadounidenses como Saul Bellow, Premio Nobel en 1976, o Bernard Malamud, que también tratan en sus obras la experiencias de los judíos estadounidenses. Gran parte de la obra de Roth explora la naturaleza del deseo sexual y la autocomprensión. Su ficción se caracteriza por el monólogo íntimo, pronunciado con un sentido de humor rebelde y la energía histérica a veces asociada con el héroe y el narrador de El lamento de Portnoy (1969), la novela que le trajo la fama.
Cormac McCarthy ha sido definido como una mezcla entre Mark Twain y William Faulkner. Aunque nació en Rhode Island, sus novelas suelen transcurrir en localidades del sur del país, y retoman las tramas sórdidas y trágicas del gótico sureño. Una obsesión recurrente en McCarthy parece ser la de demostrar que el aislamiento extremo hace aflorar los instintos más primitivos del hombre, como en La oscuridad exterior (1965), Hijo de Dios (1973), aunque recién obtuvo reconocimiento internacional en 1992, con la publicación de la novela Todos los hermosos caballos. 
Thomas Pynchon es probablemente el autor más reconocido de su generación. Al igual que Salinger, lleva una vida de bajo perfil, alejado de los medios, negándose a dar entrevistas o a ser fotografiado (las pocas que se conocen de él corresponden a sus años universitarios y en la Marina de Estados Unidos). Las obras de Pynchon se caracterizan por su construcción laberíntica y la amplia diversidad que temas que toca, haciendo que varias de sus novelas sean especialmente extensas (Contraluz, publicada en 2006, tiene más de 1300 páginas). Su novela más importante es El arco iris de gravedad, aparecida en 1973, cuyo protagonista es un soldado estadounidense que ha sido condicionado mediante experimentos conductistas para que tenga una erección cada vez que oye un misil.
En paralelo con el posmodernismo se desarrolló el realismo sucio, que se caracteriza por una prosa sobria y medida, escasa en descripciones y de un tono sobrio y minimalista. Sus protagonistas suelen ser personajes que llevan vidas rutinarias y generalmente de baja condición social, con pocos lujos y que deben ingeniárselas para conseguir empleo o dinero. En este movimiento pueden entrar autores como John Fante (1909- 1983), Charles Bukowski (1920 - 1994), Raymond Carver (1938 - 1988), Richard Ford (1944), Tobias Wolff (1945) y Chuck Palahniuk (1962).

### Actualidad
Desde Irving y Hawthorne hasta nuestros días, el relato corto ha sido una forma literaria privilegiada en EE. UU. Uno de sus grandes artífices durante el siglo XX fue John Cheever (1912-1982), quien introdujo otra faceta más del estilo de vida estadounidense en sus creaciones literarias: los ricos suburbios que habían crecido alrededor de la mayoría de las grandes ciudades. Cheever trabajó bastante tiempo para el The New Yorker, revista conocida por su ingenio y sofisticación. 
La Modern Library publicó en 1998 la lista de las 100 mejores novelas de la literatura en lengua inglesa del siglo XX, lo cual dio lugar a un gran debate internacional sobre las preferencias de los lectores de los distintos países.
Aunque anunciar tendencias en literatura que está siendo escrita hoy en día puede ser aventurado, recientemente está emergiendo de forma espectacular ficción escrita por miembros de grupos minoritarios. Estos son solo unos pocos ejemplos: el polifacético Joseph Heller, que se hizo famoso con su libro Trampa 22 (1951-), escritor procedente de Cuba que ganó el Premio Pulitzer en 1991 por su novela Los reyes del mambo tocan canciones de amor; con una serie de novelas que comienzan con A Boy's Own Story, Edmund White (1940-) ha capturado la angustia y la comedia de crecer en Estados Unidos siendo homosexual. Finalmente, mujeres afroamericanas han escrito algunas de las mejores obras de ficción de las últimas décadas. Una de estas escritoras, Toni Morrison (1931-2019), autora de Beloved entre otros, ganó el Premio Nobel de literatura en 1993, la segunda mujer estadounidense que recibe este galardón.
Uno de los autores contemporáneos más reconocidos es David Foster Wallace (1962-2008), quien se inscribe en la tradición de Thomas Pynchon con su extensa y laberíntica novela La broma infinita (1996), considerada por la revista Time como una de las cien novelas en inglés más importantes entre 1923 y 2006. Aquejado por un cuadro depresivo que lo afectó durante más de veinte años, Wallace se suicidó a los 46 años, el 12 de septiembre de 2008.

## Poesía
Los dos poetas estadounidenses más significativos del siglo XIX fueron radicalmente distintos tanto en sus temperamentos como en sus estilos. Walt Whitman (1819-1892) era un trabajador, viajero, nacionalista, enfermero por decisión propia durante la Guerra Civil de los Estados Unidos (1861-1865), y un innovador en su poética. Su obra central fue Leaves of Grass, en ella utiliza líneas de irregular extensión para representar la inclusión del conjunto de la sociedad en la democracia estadounidense. Profundizando en este mismo tema, el poeta iguala el vasto alcance de la experiencia estadounidense consigo mismo, y lo hace de tal forma que no suena como si Whitman fuera un burdo egotista. Por ejemplo, en Song of Myself, el largo poema central en Leaves of Grass, Whitman escribe: "These are really the thoughts of all men in all ages and lands, they are not original with me..." («Estos son realmente los pensamientos de todo hombre en toda época y tierra, no son originalmente míos...»). 
Whitman también fue un poeta del cuerpo, "the body electric" («el cuerpo eléctrico») tal y como él lo llamó. En Studies in Classic American Literature, el novelista inglés D.H. Lawrence escribió que Whitman «fue el primero en demoler la vieja concepción moral de que el alma del hombre es algo 'superior' y 'por encima' que la carne»"was the first to smash the old moral conception that the soul of man is something `superior' and `above' the flesh." 
Emily Dickinson (1830-1886), por otro lado, vivió con la seguridad de una mujer soltera y burguesa en un pequeño pueblo de Massachusetts. La estructura formal de su poesía es ingeniosa, graciosa, exquisitamente elaborada y psicológicamente penetrante[cita requerida]. Su trabajo era tremendamende iconoclasta y muy pocos poemas suyos se publicaron antes de su muerte.
Muchos de sus poemas tratan el tema de la muerte, a menudo desvirtuada. "Because I could not stop for Death, he kindly stopped for me." «Como no pude detenerme por la muerte, ella amablemente se detuvo por mí». El comienzo de otro de los poemas de Dickinson juega con la posición que como mujer tiene en una sociedad dominada por los hombres y como poeta no reconocida: 
"I'm nobody! Who are you? / Are you nobody too?"
«¡No soy nadie! ¿Quién eres tú? / ¿Tampoco eres nadie?»
A principios del siglo XX surgieron otros poetas que alcanzaron reconocimiento internacional, al punto que algunos de ellos se consideran autores fundamentales, siendo quizá los dos más importantes Ezra Pound (1885-1972) y T.S. Eliot (1888-1965). Pound nació en Idaho, pero pasó buena parte de su vida en Europa. Su trabajo es muy complejo, a veces oscuro, con muchísimas referencias a otras artes y a una amplísima variedad de fuentes literarias. Influenciado por Pound y también exiliado, Eliot escribió una poesía complicada y cargada de símbolos. The Waste Land (1922), escrita en el período de entreguerras, es un mosaico metafórico que encarna un mundo que sufre ictericia con sus sociedades fragmentadas y en decadencia. Como la de Pound, la poesía de Eliot podría ser muy alusiva y algunas ediciones de The Waste Land vienen con notas al pie de página escritas por el mismo Eliot. En 1948, Eliot ganó el Premio Nobel de Literatura. 
Otros nombres destacados en la poesía estadounidense son Allen Ginsberg, Henry Wadsworth Longfellow, Ambrose Bierce, John Greenleaf Whittier, Charles Bukowski, Carl Sandburg, Robert Lowell, Gwendolyn Brooks, Langston Hughes, Ogden Nash, Shel Silverstein, E. E. Cummings, William Carlos Williams, Robert Frost, Sylvia Plath, Maya Angelou, Giannina Braschi, Bob Dylan, y Gerald Stern.

## Teatro
Además de la ficción, los años 1920 fueron muy fructíferos en creación dramática. No había habido un dramaturgo estadounidense que resaltase hasta que Eugene O'Neill (1888-1953) comenzó a escribir sus obras. Ganador en 1936 del Premio Nobel de Literatura, O'Neill recurrió a la mitología clásica, la Biblia y la novedosa ciencia de la psicología para explorar la vida interior humana. Escribió con sinceridad sobre el sexo y las disputas familiares, pero su preocupación era la búsqueda individual de la identidad. Una de sus más notables obras es Long Day's Journey Into Night, un drama, a pequeña escala pero de amplia temática, basado en buena parte en su propia familia. O’Neill experimentó con la forma teatral y la combinación que hizo de técnicas naturalistas y expresionistas inspiraron a otros dramaturgos a tomarse más libertades en sus producciones, ya sea mediante la expansión de las técnicas del realismo, como se observa en la obra Nimiedades de Susan Glaspell, o en la aplicación de técnicas del expresionismo alemán, en la obra The Adding Machine de Elmer Rice.
Otro notable dramaturgo estadounidense fue Tennessee Williams (1911-1983), que expresó su herencia sureña en sensacionales obras poéticas, normalmente sobre una mujer sensible atrapada en un ambiente salvaje. Varias obras suyas se han adaptado en guiones cinematográficos y llevado al cine, entre ellas A Streetcar Named Desire y Cat on a Hot Tin Roof.

## Literatura en español de Estados Unidos
La producción de la literatura hispana en Estados Unidos es casi tan antigua como la presencia del español al norte del Río Grande. Pero en los últimos años, debido a la creciente influencia de la cultura hispana y al número creciente de lectores en español, la aparición de escritores hispanos de Estados Unidos ha confirmado sus rasgos propios. Los nombres destacados incluyen Sandra Cisneros, Giannina Braschi, Julia Álvarez, Junot Díaz, Piri Thomas, y Gloria Anzaldúa.

## Autores estadounidenses
- Collins, Suzanne
- Auster, Paul
- Beecher Stowe, Harriet
- Bradford, William
- Bradstreet, Anne
- Burroughs, William
- Braschi, Giannina
- Brown, Dan
- Chevalier, Tracy
- Chopin, Kate
- Cooper, James Fenimore
- Crane, Hart
- Crane, Stephen
- Cullen, Countee
- Derleth, August
- Dickinson, Emily
- sos, John
- Douglass, Frederick
- Emerson, Ralph Waldo
- Equiano, Olaudah
- Fitzgerald, F. Scott
- Fante, John
- Faulkner, William
- Franklin, Benjamin
- Ginsberg, Allen
- Glaspell, Susan
- Hawthorne, Nathaniel
- Hemingway, Ernest
- Hughes, Langston
- Irving, Washington
- Ingalls Wilder, Laura
- Jacobs, Harriet
- King, Stephen
- Longfellow, Henry Wadsworth
- Lowell, Amy
- Lovecraft, Howard Phillips
- May Alcott, Louisa
- McKay, Claude
- Melville, Herman
- Miller, Henry
- Mitchell, Margaret
- Neale Hurston, Zora
- Parker, Dorothy
- Parker Willis, Nathaniel
- Poe, Edgar Allan
- Rowlandson, Mary
- Anne Sexton
- Smith, John
- Steinbeck, John Ernst Jr.
- John Sanderson
- Thoreau, Henry David
- Toomer, Jean
- Twain, Mark
- Wheatley, Phillis
- Whitman, Walt
- Wright, Richard
- Young, Robert Clark